# نظام القياس الضوئي UBV

نظام القياس الضوئي UBV (فوق بنفسجي، أزرق، بصري)، يسمى أيضا نظام جونسون (أو نظام جونسون مورغان)، هو نظام قياس ضوئي عريض النطاق لتصنيف النجوم وفقا لألوانها. وهو أول نظام كهروضوئي موحد معروف خاص بقياس الضوء . الحروف U، B، و V تدل على المقدار فوق البنفسجي والأزرق والبصري، والتي يتم قياسها لنجم من أجل تصنيفة في نظام UBV. اختيار الألوان على الطرف الأزرق من الطيف هو بسبب تحيز الفيلم الفوتوغرافي لتلك الألوان. ولقد تم عرض النظام في الخمسينات من قبل الفلكيين الأمريكيين هارولد ليستر جونسون وويليام ويلسون مورغان مستخدمين تليسكوب 13 «و 82» في مرصد ماكدونالد لتحديد النظام.

## الوصف
تشير الأحرف U و B و V إلى الأشعة فوق البنفسجية ، والأزرق ، والضوء المرئي المقادير الظاهرية ، والتي يتم قياسها من أجل تصنيف النجم. تم اختيار المرشحات بحيث يكون الطول الموجي الوسطي من مميزات مناطق الاستجابة كالآتي:
- 366 نانومتر للسطوع في الأشعة فوق البنفسجية الضوء & nbsp؛ (U)
- 438 نانومتر للسطوع في الضوء الأزرق (B) ؛ كان هذا الاختيار للنهاية الزرقاء من الطيف بسبب خواص الفيلم الفوتوغرافي.
- 545 نانومتر للسطوع في الضوء الأصفر (V) ؛ يرمز حرف V إلى ضوء مرئي ، نظرًا لأن العين البشرية ترى النجوم في النطاق المصفر بشدة.

بناءً على هذه القيم المرجعية يتم تشكيل ثلاثة مؤشرات اللون في نظام U-B: UBV و U-V و B-V ، مع كون الأخير أكثر أهمية للمراقبين المرئيين وعلى سبيل المثال غالبًا ما يتم نشرها في كتالوج النجوم.
لتحديد نقطة الصفر لمؤشرات اللون U-B و B-V ، من نجوم A0-V ، تم اختيار تلك النجوم التي لا تتأثر بالاحمرار بين النجوم.
نظام UBV له عيب يتمثل في أن الأطوال الموجية القصيرة التي تحد من مرشح U تكون محدودة بدرجة أكبر بفعل الغلاف الجوي للأرض مقارنة بالمرشح نفسه. لذلك يمكن أن تختلف فئات الأقدار المرصودة باختلاف ارتفاع الغلاف الجوي وتكوينه .

## اقرأ أيضا
- نجم قياسي